# Gradež, Gorica
Gradež, (italijansko Grado, furlansko Grau) je mesto, pristanišče in sedež istoimenske občine z okoli 9.000 prebivalci v italijanski deželi Furlaniji - Julijski krajini.

## Lega
Naselje leži v tržaškem zalivu sredi Gradeške lagune oz. na njenem južnem robu ob ustju Tržaškega zaliva. Že v času Avstro-Ogrske je bil Gradež evropsko znano letovišče in klimatsko zdravilišče. Ob turističnih dejavnostih ohranja precejšen pomen tudi ribolov. V začetku 21. stoletja se je ponašal z več kot milijon turističnih prenočitev letno v hotelih in avtokampih. Turistična plovila imajo na razpolago priveze v pristanih Porto San Vito in Lega Navale ter v marinah S. Marco in La Couve. Od kanala della Schiusa vozijo tudi potniške ladjice na otok Barbano, ki se nahaja sredi lagune.

## Zgodovina
Naselbino na otoku je že v antiki s kopnim povezoval nasip in razvila se je v trgovsko in pristaniško obmestje Ogleja. Pomen mesta (Gradus oziroma Castrum gradense) je zrastel, ko so leta 452 Huni zavzeli in porušili Oglej ter so se v Gradež umaknile množice beguncev. Mesto je imelo do 2. polovice 4. stoletja krščanski značaj, njegova vloga pa je dosegla vrh v 2. polovici 6. stoletja. Po langobardskem zavzetju Ogleja se je v letih 568/69 v Gradež trajno preselil sedež oglejske cerkve, ki je bila od 557 v sporu z bizantinskim cesarjem in papežem. Najpomembnejši dogodek je bila sinoda škofov oglejskega patriarhata leta 579. Gradeški patriarh se je po beneški osvojitvi Gradeža leta 1156 preselil v Benetke, kamor so skoraj 300 let kasneje, po dokončni osvojitvi s strani Benetk, leta 1451 prenesli tudi formalni naslov patriarhata, zaradi česar je pomen Gradeža upadel.

## Zgodovinske znamenitosti
- Bazilika sv. Evfemije, z osmerokotno krstilnico, je iz poznega 5. stoletja. Sedanji izgled je rezultat rekonstrukcije očeta Elije (579). Zvonik je bil dodan v 15. stoletju. Glavna znamenitost so mozaična tla iz 6. stoletja (restavrirana 1946-48).
- Severovzhodno od mesta, sredi lagune, leži otoček Barbana s cerkvijo, pomemben romarski kraj tudi za Slovence s Tržaškega, iz Posočja, Beneške Slovenije in Istre.